# Christine Buhl Andersen
Christine Buhl Andersen (født 27. april 1967) er en dansk kunsthistoriker og museumsleder. Efter ansættelser på Louisiana, Kunstforeningen Gl. Strand,  Sorø Kunstmuseum og Kunststyrelsen blev hun i 2007 leder af KØS - Museum for kunst i det offentlige rum i Køge. Hun har desuden været medlem af Ny Carlsbergfondets bestyrelse. Siden marts 2017 har hun været direktør for Ny Carlsberg Glyptoteket.
Buhl Andersen har i en årrække været deltager i Kunstquiz på DR K.